# کارکس آکالیس
کارکس آکالیس (نام علمی: Carex acaulis) نام یک گونه از سرده جگن است.